# Carex tricolor
Carex tricolor là một loài thực vật có hoa trong họ Cói. Loài này được Velen. mô tả khoa học đầu tiên năm 1890.